# 炎の導火線
『炎の導火線』（ほのおのどうかせん、原題:Van Halen）は、ヴァン・ヘイレンのデビュー・アルバム。

## 解説
レコーディングはスタジオライブに近く、ほぼ全曲一発録りだったという。
多くの楽曲で炸裂した、エドワード・ヴァン・ヘイレンのライト・ハンド奏法は広く知れ渡った。インストゥルメンタル「暗闇の爆撃」は、エディが個人練習で弾いていたフレーズを、プロデューサーのテッド・テンプルマンがたまたま耳にして、レコーディングすることになったという秘話があり、2009年に『Guitar World』誌が選出した50グレイテスト・ギター・ソロで2位にランク・イン。
「悪魔のハイウェイ」は、後に『リトル★ニッキー』（2000年公開）等の映画のサウンドトラックに使用された。「ユー・リアリー・ガット・ミー」は、キンクスが1964年に大ヒットさせた楽曲のカヴァー。「アイス・クリーム・マン」は、ブルース・ミュージシャンのジョン・ブリムのカヴァーで、後にデイヴィッド・リー・ロスがソロ名義で発表したカヴァー・アルバム『ダイアモンド・デイヴ』（2003年）でも再演されている。
アルバムは全米19位に達し、先行シングル「ユー・リアリー・ガット・ミー」は全米36位、セカンド・シングル「悪魔のハイウェイ」は84位に達した。本作はロング・セラーとなり、1996年の時点で本国アメリカでの売り上げが1000万枚を超え、RIAAによりダイアモンド・ディスクに認定された。
『ローリング・ストーン』誌が選んだ「オールタイム・グレイテスト・アルバム500」と「オールタイム・ベスト・デビュー・アルバム100」に於いて、それぞれ292位と27位にランクイン。

## 収録曲
特記なき楽曲はメンバー4人の共作。
1. 悪魔のハイウェイ - "Runnin' with the Devil" - 3:35
2. 暗闇の爆撃 - "Eruption" (Eddie Van Halen) - 1:42
3. ユー・リアリー・ガット・ミー - "You Really Got Me" (Ray Davies) - 2:38
4. 叶わぬ賭け - "Ain't Talkin' 'bout Love" - 3:49
5. アイム・ザ・ワン - "I'm the One" - 3:46
6. ジェイミーの涙 - "Jamie's Cryin'" - 3:29
7. アトミック・パンク - "Atomic Punk" - 3:03
8. おまえは最高 - "Feel Your Love Tonight" - 3:42
9. リトル・ドリーマー - "Little Dreamer" - 3:23
10. アイス・クリーム・マン - "Ice Cream Man" (John Brim) - 3:19
11. 炎の叫び - "On Fire" - 2:57

## 参加ミュージシャン
- デイヴィッド・リー・ロス - ボーカル
- エドワード・ヴァン・ヘイレン - ギター
- マイケル・アンソニー - ベース
- アレックス・ヴァン・ヘイレン - ドラムス